# Hans-Dieter Roser
Hans-Dieter Roser (* 6. Jänner 1941 in Allentsgschwendt im Waldviertel; † 6. März 2022) war ein österreichischer Historiker, Germanist, Musik- und Theaterwissenschaftler, Dramaturg sowie Disponent mit den Forschungsschwerpunkten Oper, Operette und Musical.

## Laufbahn
Roser absolvierte zunächst das Piaristengymnasium Krems (Matura 1959) und danach neben seinem Studium der wissenschaftlichen Fächer an den Universitäten Wien und Bern auch eine Schauspielerausbildung. Ab 1962 folgten Engagements am Theater als Schauspieler und als Regieassistent (u. a. Stadttheater Bern). Von 1965 bis 1967 war Roser Dramaturg und Schauspieler an der Landesbühne Schleswig-Holstein in Rendsburg, 1967 bis 1972 Leiter des Künstlerischen Betriebsbüros am Theater an der Wien (Direktion Rolf Kutschera). In dieser Zeit war er auch Mitarbeiter bei den Wiener Festwochen unter Ulrich Baumgartner im Betriebsbüro und als Regisseur. Anschließend war Roser bis 1975 Musikdramaturg am Staatstheater Kassel (Intendanz Peter Löffler). Für die Jahre 1976 bis 1982 wechselte er in das Direktionsbüro des Burgtheaters (Direktion Achim Benning). Von 1982 bis 1986 war er neben Karl Dönch der Vizedirektor der Volksoper Wien und von 1986 bis 1991 der Künstlerische Betriebsdirektor an der Staatsoper Wien (Direktion Claus Helmut Drese/Claudio Abbado). In den Jahren 1991 bis 1998 wechselte er in gleicher Funktion an die Berliner Staatsoper Unter den Linden (Intendanz Georg Quander / Daniel Barenboim). Danach war Roser hauptsächlich musikpublizistisch aktiv.

## Veröffentlichungen (Auswahl)
- Franz von Suppé. Werk und Leben (= Neue Musikportraits, Bd. 3), Wien 2007, ISBN 978-3-902494-22-1
- „Zwischen den Jubiläen: Mozart auf der Bühne“ in: Sonderheft der Österr. Musikzeitschrift (Hg. Marion Diederichs-Lafite), Wien 2006
- „Chacun à son goȗt – Cross-Dressing in der Wiener Operette 1860-1936“ in: Glitter and be Gay (Hg. Kevin Clarke), Hamburg 2007, ISBN 978-3-939542-13-1
- „Lehrmeister Suppé“ und „Millöcker heute“ in: Marga Walcher, Carl Millöcker – Liebe und Leidenschaft eines vergessenen Komponisten, Wien 2011, ISBN 978-3-99015-010-8
- „Spectacles müssen seyn … Ein Streifzug durch 150 Jahre Theater in Niederösterreich“ in: Niederösterreich. Eine Kulturgeschichte von 1861 bis heute (Hg. Manfred Wagner), Band 2: Niederösterreich und seine Künste, Wien/Köln/Weimar 2005, ISBN 3-205-77218-0
- „Kein Shimmy für Stiefel“ in: Welt der Operette – Glamour, Stars und Showbusiness (Hg. Marie-Theres Arnbom, Kevin Clarke, Thomas Trabitsch), Wien 2012, ISBN 978-3-85033-581-2
- „Leben ist außerhalb der Bühne. In memoriam Angelika Hurwicz (1922-1999)“ in: Kunst-Kontext-Kultur (Hg. Gloria Withalm, Anna Spohn, Gerald Bast), Wien 2012, ISBN 978-3-7091-1179-6
- Peter Minich. Ein Leben für die Musik, Katalog zur Ausstellung im Stadtmuseum St. Pölten (mit Beiträgen von Gerhard Klingenberg und Felix Brachetka), St. Pölten 2017, ISBN 978-3-9503280-5-9

## Arbeiten für die Bühne (Auswahl)
- Die Romanticker (The Fantasticks), Musical von Tom Jones und Harvey Schmidt. Deutsche Übersetzung gemeinsam mit Michael Harnisch, DEA Wien 1965 Neues Theater am Kärntnertor
- Einer der letzten Karnevalsabende (Una delle ultime sere di Carnevale), Komödie von Carlo Goldoni. Deutsche Übersetzung gemeinsam mit Christine Klaghofer (Sessler-Verlag Wien), EA Theater der Stadt Trier 1970
- Gasparone, Operette von Carl Millöcker; Rekonstruktion der Originalversion gemeinsam mit Rudolf Bibl (Verlag Weinberger), EA Staatstheater Kassel 1973
- Die lustigen Weiber von Windsor; Oper von Otto Nicolai; Rekonstruktion der Wiener Rezitativfassung von Heinrich Proch gemeinsam mit Rudolf Bibl und Gerhard Klingenberg (Theaterverlag Eirich), EA Volksoper Wien 1983

## Einzelnachweis
1. ↑  Die Volksoper trauert um ihren ehemaligen Vizedirektor Hans-Dieter Roser (Memento des Originals vom 30. Juni 2022 im Internet Archive)  Info: Der Archivlink wurde automatisch eingesetzt und noch nicht geprüft. Bitte prüfe Original- und Archivlink gemäß Anleitung und entferne dann diesen Hinweis.

| Personendaten    | Personendaten                                                                                        |
| ---------------- | --- |
| NAME             | Roser, Hans-Dieter                                                                                   |
| KURZBESCHREIBUNG | österreichischer Historiker, Germanist, Musik- und Theaterwissenschaftler, Dramaturg sowie Disponent |
| GEBURTSDATUM     | 6. Januar 1941                                                                                       |
| GEBURTSORT       | Allentsgschwendt, Waldviertel                                                                        |
| STERBEDATUM      | 6. März 2022                                                                                         |